# Monts-de-Randon
Monts-de-Randon é uma comuna francesa na região administrativa da Occitânia, no departamento de Lozère. Estende-se por uma área de 147.38 km², e possui 1.293 habitantes, segundo o censo de 2018, com uma densidade de 8.8 hab/km².
Foi criada, em 1 de janeiro de 2019, a partir da fusão das antigas comunas de Rieutort-de-Randon, Estables, Saint-Amans, Servières e La Villedieu.